# Стриганці (зупинний пункт)
Стри́ганці́ — пасажирський залізничний зупинний пункт Львівської дирекції Львівської залізниці на електрифікованій лінії Стрий — Ходорів між станціями Ходовичі (2 км) та Гніздичів (8 км). Розташований поблизу села Стриганці Стрийського району Львівської області.

## Пасажирське сполучення
На зупинному пункті Стриганці́ зупиняються приміські електропоїзди сполученням Стрий — Ходорів. 